# Wilma
Wilma, auch Vilma, ist ein weiblicher Vorname.

## Herkunft und Bedeutung des Namens
- altniederdeutsch und althochdeutsch, weibliche Form von Wilhelm (willio/willo=der Wille; helm=der Helm, der Schutz)

## Namenstag
- 6. April, 28. Mai und 19. September

## Bekannte Namensträgerinnen

### Wilma
- Wilma Ruth Albrecht (* 1947), deutsche Autorin
- Wilma Bayer (1909–1977), deutsche Politikerin (SPD)
- Wilma Bräuner (1891–1985), deutsche Kunstmalerin, Grafikerin und Fotografin
- Wilma Burgess (1939–2003), US-amerikanische Country-Sängerin
- Wilma Conradi (1905–1992), Kommunalpolitikerin (SPD) und Zeitzeugin der Arbeiterbewegung
- Wilma Dobie (1918–2005), US-amerikanische Journalistin und Jazzautorin
- Wilma Elles (* 1986),  deutsch-türkische Schauspielerin
- Wilma Goich (* 1945), italienische Popsängerin und Fernsehmoderatorin
- Wilma Iggers (1921–2025), deutsch-tschechische/US-amerikanische Germanistin und Kulturhistorikerin
- Wilma Klevinghaus (1924–2023), deutsche Autorin von Erzählungen, Gedichten und anderen Texten oft religiösen Inhalts
- Wilma Landkroon (* 1957), niederländische Sängerin
- Wilma Lipp (1925–2019), österreichische Sopranistin
- Wilma Mankiller (1945–2010), Schriftstellerin und Feministin aus dem Volk der Cherokee
- Wilma Mansveld (* 1962), niederländische Politikerin der PvdA
- Wilma Montesi (1932–1953), italienisches Model
- Wilma Murto (* 1998), finnische Leichtathletin (Stabhochsprung)
- Wilma Pietzke (1912–1977), deutsche Malerin
- Wilma Podewin (1933–1990), deutsche Ingenieurin, Hochschullehrerin und Politikerin in der DDR
- Wilma Popper (1857–1944, KZ Auschwitz), ungarische Schriftstellerin
- Wilma Pradetto (* 1951), österreichische Dokumentarfilmerin
- Wilma Reid (* um 1935), schottische Badmintonspielerin
- Wilma Rudolph (1940–1994), US-amerikanische Sportlerin
- Wilma Schmidt (1926–2022), deutsche Opernsängerin (Sopran)
- Wilma Simon (* 1945), deutsche Politikerin
- Wilma Stockenström (* 1933), südafrikanische Schriftstellerin, Übersetzerin und Schauspielerin
- Wilma van Velsen (* 1964), niederländische Schwimmerin
- Wilma von Vukelich (1880–1956), kroatische Schriftstellerin
- Wilma Willi (* 1960), Schweizer Politikerin (Grüne)

fiktiv
- Wilma Feuerstein, Frau von Fred Feuerstein, Serienfigur

### Vilma
- Vilma Augienė (* 1969), litauische Politikerin, Vizeministerin
- Vilma Bánky (1901–1991), ungarische Schauspielerin
- Vilma Bardauskienė (* 1953), ehemalige litauische Weitspringerin
- Vilma Bekendorf (1910–2005), deutsche Tänzerin, Schauspielerin und Autorin
- Vilma Charlton (* 1946), jamaikanische Sprinterin
- Vilma Cibulková (* 1963), tschechische Schauspielerin
- Vilma Degischer (1911–1992), österreichische Schauspielerin
- Vilma Eckl (1892–1982), österreichische Malerin
- Vilma Egresi (1936–1979), ungarische Kanutin
- Vilma Espín (1930–2007), kubanische Revolutionärin
- Vilma Hugonnai (1847–1922), erste ungarische Ärztin und Vorkämpferin für Frauenrechte
- Vilma Illing (1871–1903), österreichische Theaterschauspielerin
- Vilma Kovács (1883–1940), ungarische Psychoanalytikerin
- Vilma Kürer (1914–2008), österreichische Schauspielerin und Kabarettistin
- Vilma Lehrmann-Amschler (1910–1989), deutsche Bildhauerin
- Vilma Martinkaitienė (* 1966), litauische Politikerin
- Vilma Matthijs Holmberg (* 1999), schwedische Handballspielerin
- Vilma Mönckeberg-Kollmar (1892–1985), deutsche Literaturwissenschaftlerin, Sprachpädagogin und Rezitatorin
- Vilma Neuwirth (1928–2016), österreichische Friseurin, Fotografin und Autorin, Überlebende des NS-Regimes
- Vilma Nissinen (* 1997), finnische Skilangläuferin
- Vilma Steindling (1919–1989), österreichische Kommunistin und Widerstandskämpferin gegen den Nationalsozialismus
- Vilma Sturm (1912–1995), deutsche Schriftstellerin und Journalistin
- Vilma Šilalienė (* 1969), litauische Verwaltungsjuristin und Sozialpolitikerin, Vizeministerin
- Vilma von Webenau (1875–1953), österreichisch-deutsche Komponistin

## Weitere Benennungen
- Der stärkste bislang registrierte Hurrikan
- Eine Zeichentrickfigur, die Ehefrau von Fred Feuerstein (Zeichentrickserie Familie Feuerstein)
- Eine rekonstruierte Neandertalerin, die nach der Trickfilmfigur benannt wurde https://sciencev1.orf.at/static2.orf.at/science/storyimg/storypart_271613.jpg
- Wilma-Gletscher, Gletscher im Kempland, Antarktika

## Varianten
- männlich: Wilhelm